# Friedlanderia
Friedlanderia là một chi bướm đêm thuộc họ Crambidae.

## Các loài
- Friedlanderia cicatricella Hübner, 1824